# Röszke
Röszke is een plaats (község) en gemeente in het Hongaarse comitaat Csongrád. Röszke telt 3308 inwoners (2007). Het grenst aan het buurland Servië.

## Voetnoten
1. 1 2  2007-es KSH-adatok